# Muncang (Sodonghilir)
Muncang is een bestuurslaag in het regentschap Tasikmalaya van de provincie West-Java, Indonesië. Muncang telt 5535 inwoners (volkstelling 2010).